# Perimangelia nitens
Perimangelia nitens é uma espécie de gastrópode do gênero Perimangelia, pertencente a família Mangeliidae.